# 蔡细历
丹斯里蔡细历（昵称蔡CD，1947年1月2日—），馬來西亞政治人物，出生於馬來西亞柔佛州峇株巴辖，曾担任第9任马华公会总会长、馬華峇株吧辖区会主席。1990年起出任柔佛州行政議員，2004年至2008年任马来西亚卫生部长。在双林党争中，他普遍被视为林良实派系的重要成员。

## 生平
蔡细历籍貫广东潮州，1947年出生在峇株巴辖。早年受英文教育，后来才学习华语，中学时期在峇株巴辖中学及麻坡中学，在马来亚大学进修心理学及精神病学的医学系毕业。1974年在峇株巴辖政府医院担任医务人员，之后于1977年离开医院，设立属于自己的诊所，成为私人医生。
1979年，蔡细历加入马华公会，先担任惹美拉马华支会马青副团长，后当选支会主席。1985年先后出任峇株马华区会副主席及主席。1986年大选，首次当选峇株市区州议员，1990年再度连任，并受委为州行政议员，担任柔佛州环璄及消费人事务委员会主席，全国消费人事务委员会主席，柔州国家公园管理委会主席及多间社团顾问。1995年在帆加兰(Penggaram)州选区上阵，以14037张多数票中选为州议员。1999年大选，他在原区守土成功，以13460张多数票（20809对票）击败民主行动党的顏碧贞，再度当选州议员。
2002年接任总会长林良实成为马华柔佛州联委会主席。2003年林良实决定辞去总会长并引退后，蔡细历曾表达他感到悲伤。2004年大选时，他弃州攻国，竞逐林良实引退留下来的国会议席--拉美士。最后以10729票击败行动党候选人，中选国会议员。之后在重组内阁中取代蔡锐明出任卫生部长。
2007年3月，传出蔡细历将在来届大选腾出拉美士国会议席予马华署理总团长林熙隆，转攻振林山国会议席一事，对此蔡细历表示不愿置评。曾任拉美士国会议员的林熙隆父亲林良实受记者追问时也表示从未听过此事。
2008年1月2日因性爱光碟丑闻宣布辞去他所担任卫生部长、国会议员和马华副主席职务。同年10月18日，在署理总会长四角战中得票1115张，其最接近的对手、原任总秘书黄家泉则得票1001张；另外两名的候选人林祥才得票209张、李学德得10张。
2009年8月27日，马华会长理事会宣布，正式通过纪律委员会开除蔡细历的建议，时任马华总会长翁诗杰召开记者招待会表示，有鉴于蔡细历性爱光碟对党形象所造成的伤害，会长理事会基于党的利益，集体决定接受纪律委员会的建议，开除蔡细历的党籍。
2009年9月18日，已遭开除的蔡细历首度现身蔡派大本营之一吉隆坡造势，出席一场声势浩大的“挺蔡”晚宴，并获得联邦直辖区13名区会主席中的9人撑场。该9名区会主席分别是特大发起人之一陈财和（敦拉萨镇）、前总会长林良实二儿子林熙杰（泗岩沫）、许振南（布城）、李崇孟（武吉免登）、姚长禄（旺沙马朱）、林济升（班台谷）、蔡宝镪（蒂蒂旺沙）、陈金火（甲洞）和叶国华（峇都）。
2009年10月10日，特大结果：“去翁除蔡。”大会以1155票赞成，1141票反对，通过对时任总会长翁诗杰的不信任提案；大会以1184票通过不赞成恢复蔡细历署理总会长的提案；大会还以1204票通过恢复蔡细历的党籍的提案。12月15日，廖派13位中委集體呈辭。2010年3月4日蔡細歷宣佈聯同7位票選中委，包括副總會長江作漢，辭去黨職，以促成重選。3月28日马华公会中央委员会重选意料之內地以901票击败寻求蝉联的翁诗杰（获得578票）及前总会长黄家定（获得833票），当选总会长。
2011年10月3日，蔡細歷自稱有勝算的候選人，并挑戰翁詩杰在下屆大選上陣怡保。2013年4月12日，蔡細歷宣佈借出3國2州給巫統與國大黨，并稱這是“國陣精神”，結果引起馬華基層的不滿與反對聲浪。同年4月26日，全國大選提名日，蔡細歷不獲提名上陣，成為有史以來第一位大選沒得上陣的馬華總會長。
2013年5月5日馬來西亞第13屆大選，馬華在全國競選37國席與90個州席只贏得7國11州席位，並且出現許多馬華堡壘被反對黨以多數票攻下的悲劇情況，成績較2008年第12屆大選成績更差。之後蔡細歷被馬華基層要求辭職為這場大選的慘敗負責，其本人也表明自身不會尋求蟬聯總會長，而且馬華代表不會入閣。12月21日，蔡細歷最後一次以马华總會長的身份在第60屆馬華中央代表大會上致詞。但還是持有中央代表身份的他還是會繼續參與馬華。
2020年2月2日，蔡细历出席马华峇株巴辖区会举办的庚子年新春晚宴时认为，时任首相马哈迪·莫哈末是希望联盟内少数有魄力与经验的领导人，也是最适合出任教育部长的人选：“马哈迪有诚意在代掌教育部长时期来进行教育改革，相信以他丰富的经验与在内部的声望，是能有所作为的。”

## 争议

### 性爱光碟事件
2008年1月1日，蔡细历承认，他就是在柔佛州流传的口交性爱光碟中的“男主角”，同时向妻子、3个孩子、马来西亚民众、同事和支持者道歉。他说，性爱光碟中的女子是他的親密朋友。但他没有透露其他情况。次日因性爱光碟事件宣布辞去他所担任卫生部长、马华公会副总会长、马华公会会长理事会成员、马华公会柔佛州联委会主席、峇株巴辖区会主席和拉美士国会议员等职务。
蔡细历性爱光碟画面粗糙而模糊，表明摄像设备并非“尖端产品”。光碟包括两张DVD，第一张时长60分钟，包括从4个不同角度摄制的镜头，均为黑白录像；第二张则是从床上方摄制的版本。这家饭店位于柔佛州巴株巴辖镇。此前光碟出现在巴株巴辖和麻坡部分住宅信箱和店铺。
2009年2月，一名雪兰莪州格拉那再也的华裔男子携带一片性爱光碟向警方报案，因此警方需要向他录取口供，及鉴定这片光碟的内容。警方将援引刑事法典292条文，分销猥亵书籍罪名，以及援引377（a）（违反自然性行为）即口交的两项罪名调查此案。

## 个人观点
蔡细历在其著作《政治谷底翻身—褒贬由人》（Like Me or Hate Me）对于部分马华领袖如此评价（内容以第一人称）：

### 评价林良实
林良实在陈群川下台后，接棒领导马华长达17年。他说话轻声细语，喜怒不形于色。是真正的政治高手。虽然他不谙华语，但他为人谦卑没有架子，而且勤劳认真，因此受人爱戴。我们必须承认，出任马华总会长期间，林良实对华小及大专教育贡献无数。拉曼大学学院的蓬勃发展以及拉曼大学的成立，他居功不小。林良实擅于谈判，总能和政治对手达致协议，以维持党内稳定。
林良实勤于跑动接触基层，他爱喝威士忌的习惯，让他广交朋友而且容易打成一片。这也协助他在掌位初期，建立强大的基层势力。不过，这也有不好的一面。日子久了，他只和能喝酒的为伍， 渐渐地和其他活跃但不喝酒的党员疏远。
身为政治人物，林良实从来不会直接拒绝別人。我也发现，他在商界有广大的人脉。当时，马华的形势大好，处于势力和影响力巅峰。在林良实的努力下，为马华扎下雄厚的财力基础。他从来不干预《星报》的作业，这也让《星报》崛起成为全国最高发行量的英文报章。

### 评价林亚礼
林亚礼总是穿著得体，予人印象很好。实际上，他只是虚有其表，没有才华。尽管驰骋马华政坛25年，曾经担任彭亨行政议员，以及人力资源部长，但他的沟通和表达能力相对的差，特别是中文，多年来似乎没有进步。因此，当他必须演讲和开记者会时都是别人拟稿他照读。由于他华语不行，因此很少到彭亨以外州属跑动会见马华基层，所以在党内的势力不强。
当我还是马青执委时，在一场合第一次见林亚礼用华语致词。整场演讲，他都表现得结结巴巴，不知所云。这一幕激励了我，决心要加强自己的中文演讲能力，绝不要像他一样。
我从1990年起成为马华中委，2003年林亚礼在和平方案下退位。整整13年里，我记不起他有哪些言论或行动有举足轻重的作用，值得让党员和华社关注的。林良实当总会长期间，林亚礼只是挂名的署理总会长，对林良实完全没有丝毫威胁，让总会长对这位老二很放心。

## 著作
- 《政治谷底翻身—褒贬由人》（Like Me or Hate Me）